# Floris Middendorp
Floris Middendorp (* 4. Juni 2001 in Zwolle) ist ein niederländischer Hockeyspieler. Er gewann 2024 olympisches Gold mit der niederländischen Nationalmannschaft, 2023 war er Europameister.

## Sportliche Karriere
Middendorp begann im Alter von drei Jahren mit dem Hockeyspiel. 2019 war er mit der niederländischen Juniorenauswahl Dritter bei den Junioren-Europameisterschaften. Bei der Junioren-Weltmeisterschaft 2021 schied er mit seinem Team im Viertelfinale aus. 2022 siegte die niederländische Mannschaft bei den Junioren-Europameisterschaften. Middendorp war in allen fünf Spielen dabei und erzielte zwei Tore.
2022 debütierte er in der Nationalmannschaft. In 43 Länderspielen erzielte der Offensivspieler ein Tor (Stand 8. August 2024).
Im August 2023 bei der Europameisterschaft in Mönchengladbach gewannen die Niederländer im Halbfinale mit 3:2 gegen Belgien und im Finale 2:1 gegen England. Middendorp wirkte in allen Spielen mit. Im August 2024 bei den Olympischen Spielen in Paris besiegten die Niederländer im Viertelfinale die Australier mit 2:0. Nach einem 4:0-Sieg im Halbfinale gegen die Spanier gewannen die Niederländer im Endspiel gegen die Deutschen im Shootout, nachdem es am Ende der regulären Spielzeit 1:1 gestanden hatte. Floris Middendorp war in allen acht Spielen dabei, am Shootout im Finale war er nicht beteiligt.
Auf Vereinsebene begann Floris Middendorp in Hattem. 2019 wechselte er zum Amsterdamsche Hockey & Bandy Club. Neben seiner sportlichen Laufbahn studierte er 2024 BWL an der Vrije Universiteit Amsterdam.